# Kalamata White (higo)
 Kalamata White  es un cultivar de higuera higo común Ficus carica unífera es decir de una sola cosecha de frutos por temporada, los higos de verano-otoño, de higos de epidermis con color de fondo amarillo claro con sobre color verde amarillento, con abundantes lenticelas blancas. Muy cultivado en la cuenca del Mediterráneo desde la antigüedad. Se cultiva principalmente en el Peloponeso, Grecia.

## Sinonimia
- „Καλαμάτα Σίκα“,[5]
- „Kalamata Sika“,[3][6][7]
- „Kalamata White“,[8][9]
- „Kalamata Black“,
- „Kalamata-A“,
- „Kalamata-B“,

## Historia
Los higos 'Kalamata' son una variedad griega antigua que se encuentra en la mayor parte de Grecia.
Deben su nombre a la ciudad de Kalamata, la capital de la unidad periférica de Mesenia, en la periferia del Peloponeso. Es la segunda ciudad del Peloponeso en población, tras Patras.
Hay dos tipos de higos 'Kalamata', ambos de Grecia. Uno es negro, el otro blanco. El negro es bífero de tamaño mediano, de piel color negro con pulpa de color rojo oscuro, y dulce. El blanco es unífero redondo grande con pulpa rosa oscuro.

## Características
La higuera 'Kalamata White' es una variedad unífera de tipo Higo Común produce una sola cosecha por temporada, los higos de otoño. Árbol de mediano desarrollo, follaje denso, muy vigoroso, hojas en su mayoría de 5 lóbulos profundos, con el lóbulo central con algún lóbulo secundario más pequeño. Los frutos 'Kalamata White' son de producción mediana de higos.
Los frutos 'Kalamata White' son esferoidales ligeramente achatados, de tamaño mediano a grande, no simétricos, de epidermis de textura fina resistente, de color de fondo amarillo claro con sobre color verde amarillento, con abundantes lenticelas blancas; cuello grueso de una longitud tipo mediano; pedúnculo de 1- 2 mm muy corto y grueso de color verde, con escamas pedunculares pequeñas de mismo color de la epidermis del fruto; ostiolo de tamaño grande con escamas ostiolares pequeñas semi adheridas, que se abre en tres grietas cuando está maduro; costillas marcadas; grietas longitudinales gruesas. El mesocarpio de grosor fino y color blanco; cavidad interna pequeña o ausente con aquenios pequeños muy numerosos; pulpa de color rosa oscuro, dulce y jugosa; con firmeza media. De una calidad buena en su valoración organoléptica.
Da solamente la cosecha de higos y el tiempo de cosecha más abundante es de agosto a septiembre, siendo higos grandes, muy redondos, buena calidad de sabor. Esta higuera no necesita polinización. Se cultiva sobre todo para la producción de higos paso.

## Variedades de higueras en Grecia
Según un estudio efectuado por el « “S.M. Lionakis Subtropical Plants and Olive Trees Institute”» (La Canea, Creta, Grecia) sobre el estado actual de las variedades de higuera más cultivadas en Grecia para su posible mejora en rendimientos y usos:
| Cultivar                             | Nº de cosechas                                  | Uso                                                                 | Vigencia del cultivo                                                         |
| ------------------------------------ | ----------------------------------------------- | ------------------------------------------------------------------- | ---------------------------------------------------------------------------- |
| Higuera „Kalamon“ blanco             | 1, unífera (agosto a septiembre)                | Secado de los higos para su venta o transformación e higos frescos. | Variedad predominante, plantada sola o en asociación con otros frutales.     |
| Higuera „Kimis“ blanco               | 1, unífera (agosto a septiembre)                | Secado de los higos para su venta o transformación e higos frescos. | Variedad predominante, plantada sola DOP o en asociación con otros frutales. |
| Higuera „Vasiliki White“ blanco      | 1, unífera (agosto a septiembre)                | Autoconsumo de higos frescos.                                       | Muy apreciada con presencia común en las huertas.                            |
| Higuera „Vasiliki Black“ color       | 1, unífera (agosto a septiembre)                | Autoconsumo de higos frescos.                                       | Muy apreciada con presencia común en las huertas.                            |
| Higuera „Votanikou Black“ color      | 2, bífera (mayo a julio y agosto a septiembre)  | Autoconsumo de brevas frescas.                                      | Presencia común en las huertas.                                              |
| Higuera „Argalastis“ blanco          | 1, unífera (agosto a septiembre)                | Autoconsumo de higos frescos.                                       | Presencia común en las huertas.                                              |
| Higuera „Fragasana“ blanco           | 2, bífera (mayo a julio y agosto a septiembre)  | Autoconsumo de higos frescos, tienen buenas aptitudes para secado.  | Presencia común en las huertas.                                              |
| Higuera „Apostoliatika“ blanco       | 2, bífera (junio a julio y agosto a septiembre) | Autoconsumo de higos frescos.                                       | Rara, presente en algunas huertas.                                           |
| Higuera „Politiko“ blanco            | 1, unífera (agosto a septiembre)                | Autoconsumo de higos frescos o secos.                               | Común, presente en plantaciones de higueras de pasa y en huertas.            |
| Higuera „Livano“ blanco              | 1, unífera (agosto a septiembre)                | Autoconsumo de higos frescos.                                       | Presencia común en las huertas.                                              |
| Higuera „Prasinosikia Lesvou“ blanco | 1, unífera (agosto a septiembre)                | Autoconsumo de higos frescos.                                       | Presente en algunas huertas.                                                 |
| Higuera „Kanates“ color              | 1, unífera (julio a septiembre)                 | Autoconsumo de higos frescos.                                       | Presente en algunas huertas.                                                 |
| Higuera „Delonika Naxou“ blanco      | 1, unífera (octubre)                            | Autoconsumo de higos frescos.                                       | Presente en algunas huertas.                                                 |
| Higuera „Boukia Samou“ color         | 2, bífera (mayo a julio y agosto a septiembre)  | Autoconsumo de higos frescos.                                       | Presente en algunas huertas.                                                 |